# Somsois
Somsois település Franciaországban, Marne megyében. Lakosainak száma 192 fő (2022. január 1.). Somsois Les Rivières-Henruel, Chapelaine, Gigny-Bussy, Lignon, Margerie-Hancourt, Le Meix-Tiercelin, Saint-Chéron és Saint-Ouen-Domprot községekkel határos.

## Népesség
A település népessége az elmúlt években az alábbi módon változott:
| Lakosok száma | 315  | 246  | 265  | 195  | 195  | 198  | 196  | 199  | 200  | 192  |
|               | 1968 | 1982 | 1990 | 2006 | 2013 | 2015 | 2017 | 2019 | 2020 | 2022 |